# Miletice (Nepoměřice)
Miletice (německy Miletitz) je malá vesnice, část obce Nepoměřice v okrese Kutná Hora. Nachází se asi 1,5 kilometru jihovýchodně od Nepoměřic.
Miletice leží v katastrálním území Miletice u Nepoměřic o rozloze 1,84 km². V katastrálním území Miletice u Nepoměřic leží i Bedřichov.

## Historie
První písemná zmínka o vesnici pochází z roku 1406.
V letech 1850–1950 k vesnici patřil Bedřichov.

## Fotogalerie

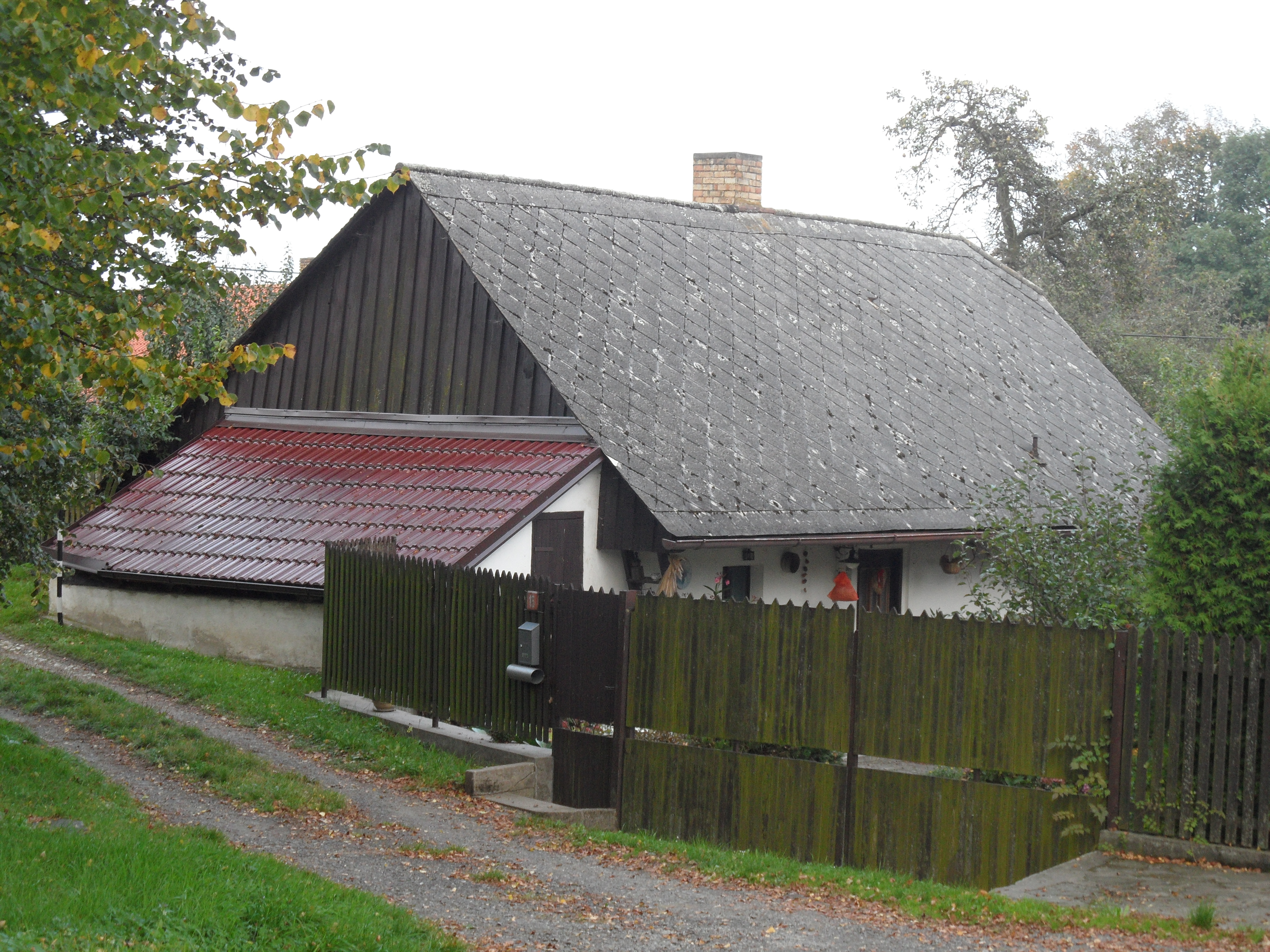
Stavení
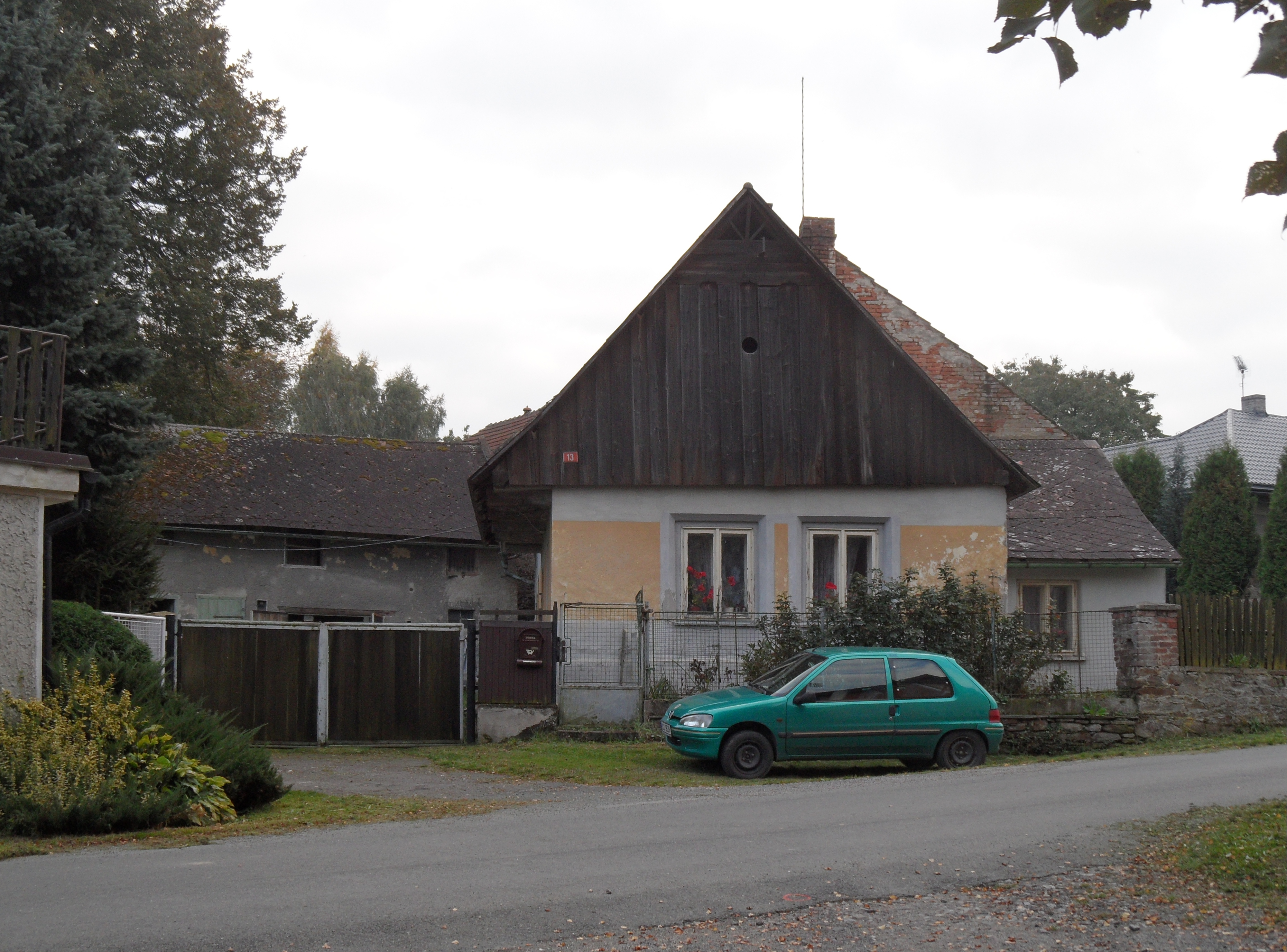
Starý dům
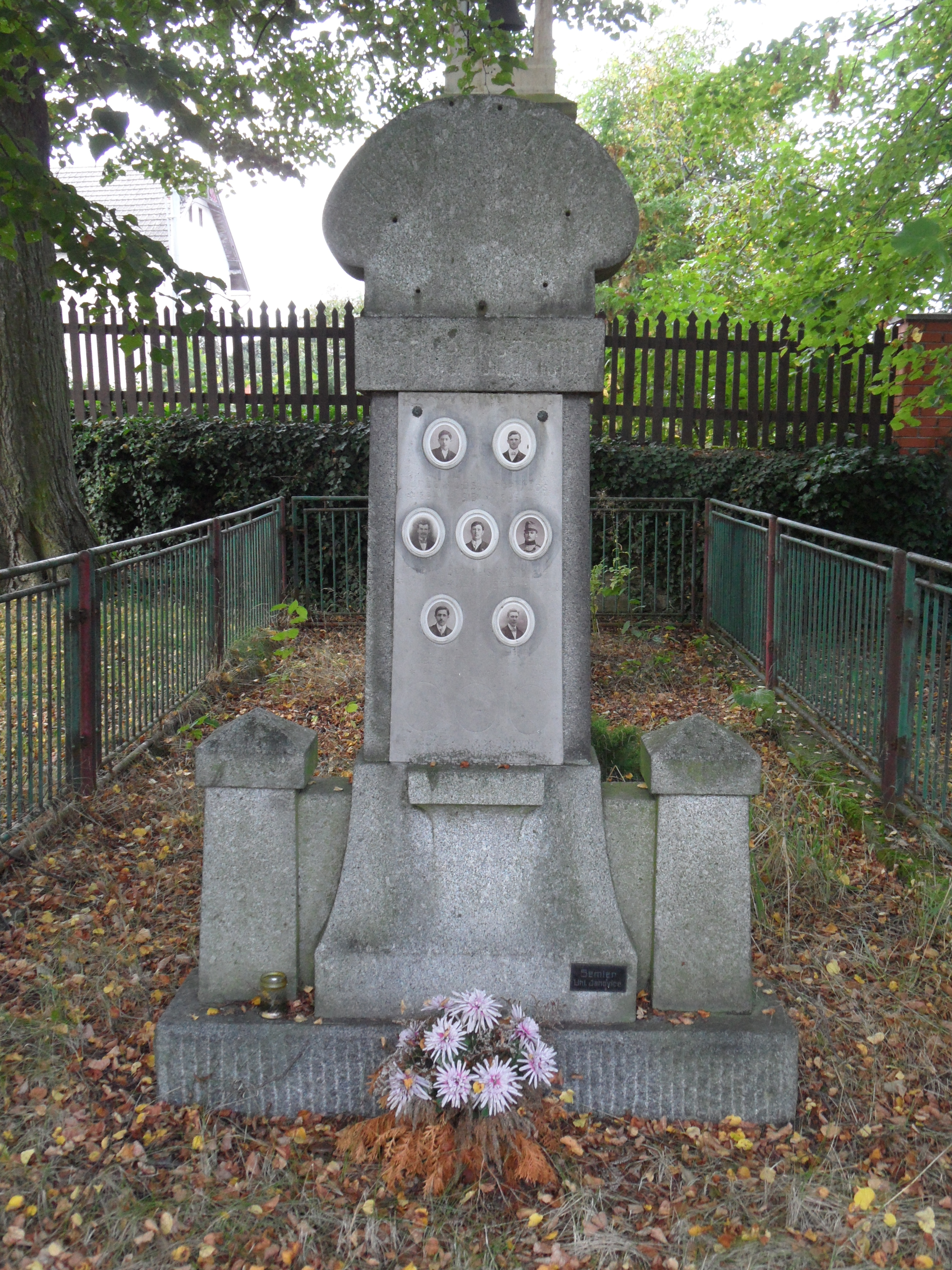
Památník obětem první světové války
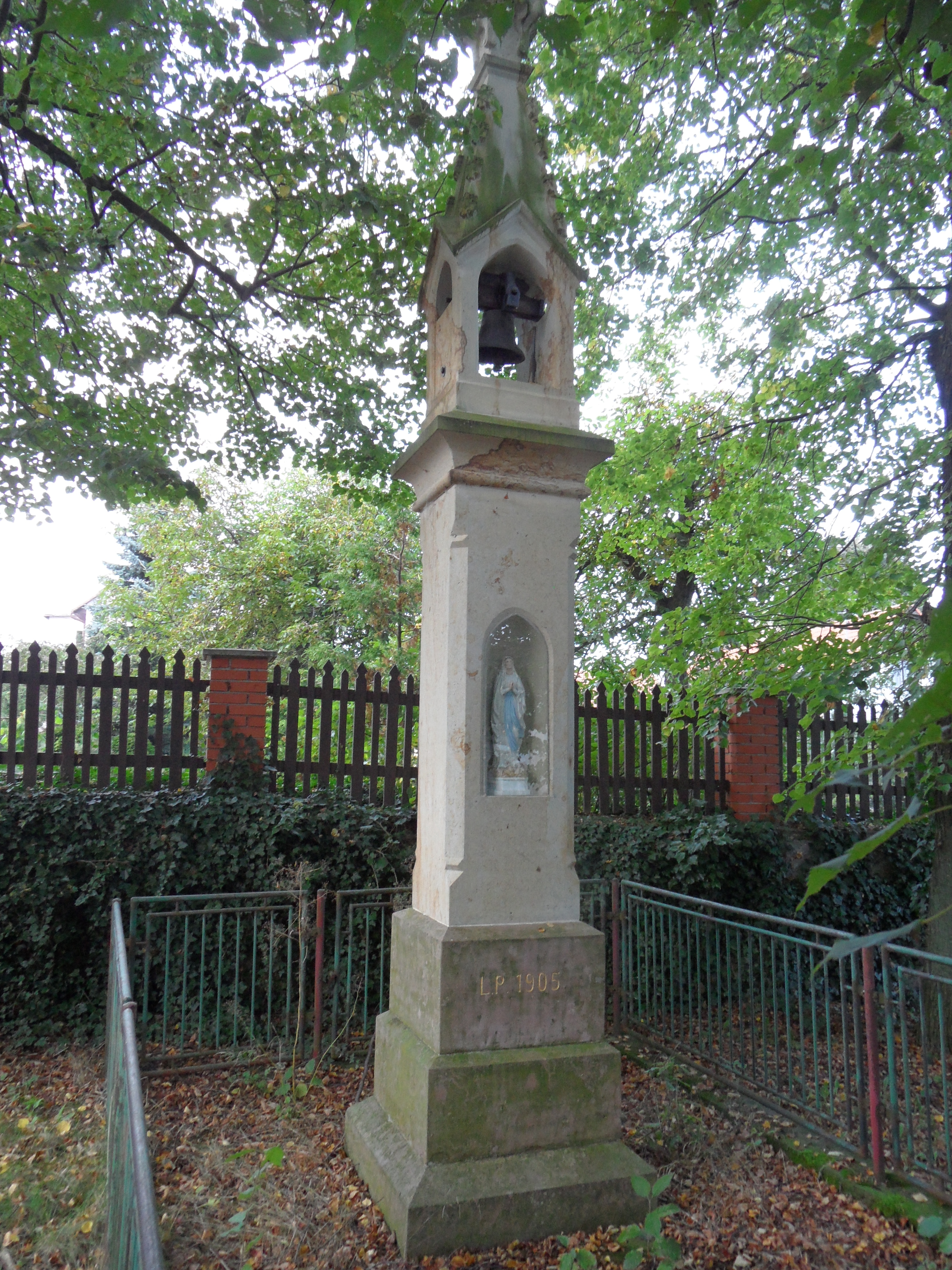
Křížek se zvoničkou